# Instituto Igarapé
Instituto Igarapé é um think tank brasileiro que se concentra em questões emergentes de segurança e desenvolvimento. A abordagem declarada do Instituto enfatiza a pesquisa, o debate informado e o desenvolvimento de soluções sob medida para as pessoas.  Os pontos de vista da equipe do Igarapé são citados e referenciados em reportagens da imprensa brasileira e internacional acerca da violência urbana e do policiamento internacionalmente e no Brasil em particular.

## Áreas de Trabalho
Atualmente, o instituto alega possuir cinco programas principais focados em:
- Segurança cidadã[7]
- Segurança cibernética[8]
- Política de drogas global e nacional[9]
- Cooperação internacional e assistência.[10]
- Desenvolvimento sustentável[11]

O Instituto Igarapé está envolvido em vários projetos inovadores, como uma história visual interativa do comércio global de armas.

## Prêmios
O Instituto Igarapé recebeu diversos prêmios internacionais pelo uso de novas tecnologias para prevenir a violência e promover a transparência. Em 2018, o instituto foi escolhido Melhor ONG em Direitos Humanos pelo Instituto Doar. Também foi nomeado "Think Tank to Watch" em premiação oferecida pela Prospect magazine, do Reino Unido. Em 2014, o Instituto foi uma das duas organizações latino-americanas a ganhar uma bolsa da New Digital Age do presidente executivo do Google, Eric Schmidt. Também em 2014, o Instituto foi escolhido para um prêmio da Networked Society, promovido pela Ericsson, e um prêmio Google Impacts por seu trabalho em novas tecnologias e proteção infantil. Em 2012, o Instituto recebeu um prêmio Favorite Website.
A diretora executiva do Instituto Igarapé, Ilona Szabó de Carvalho e seu diretor de pesquisa, Robert Muggah, falaram no TED Global em 2014 sobre cidades frágeis, cidades resilientes e lições para advocacia e campanha. Além disso, em 2014, Robert Muggah fez uma palestra sobre cartéis cibernéticos no Web Summit. A pesquisa do Instituto Igarapé sobre cidades e segurança cidadã  também é amplamente reconhecida.
No âmbito da política global de drogas, Ilona Szabó de Carvalho coordenou o Gabinete das Américas da Comissão Global sobre Políticas de Drogas e foi a coordenadora executiva do secretariado da Comissão entre 2011 e 2016.